# Crewe Alexandra Football Club
El Crewe Alexandra Football Club es un club de fútbol inglés, de la ciudad de Crewe. Fue fundado en 1877 y juega en la League Two.
El club se formó en 1877 con el nombre de la princesa Alexandra. Fueron miembros fundadores de la Segunda División de la Liga de Fútbol en 1892, pero solo duró cuatro años en la Liga. Desde volver a entrar en la competencia en 1921, se han mantenido en su mayoría en las divisiones inferiores. Único honor importante de Crewe es el Trofeo Football League Trophy que ganó en 2013. También han ganado varios trofeos menores, incluida la Cheshire Premier Cup y la Cheshire Senior Cup.
En las últimas décadas, el club se ha asociado con el entrenador de Dario Gradi cuyos 24 años de mandato entre 1983 y 2007 él el director de mayor antigüedad en el fútbol Inglés , volvió a dirigir el Crewe Alexandra Football Club 2009 hasta 2011. Gradi es conocida por centrarse en el desarrollo de la juventud y promoción de fútbol atractivo y técnico. Jugadores notables traído de la cantera Crewe incluyen ex internacionales Rob Jones, Neil Lennon, Danny Murphy, Seth Johnson y Dean Ashton. Otros jugadores notables que han hecho su nombre en Crewe en ese momento incluir Geoff Thomas, David Platt, Robbie Savage y Nick Powell.

## Historia

### Primeros años (1877–1921)
Crewe Alexandra se formó en 1877 como Crewe Football Club, separado con éxito del Crewe Cricket Club. Jugaron su primer partido contra Estados Mayores del Norte ese mismo año, un partido que terminó 1-1. En 1884, el primer partido de Crewe Alexandra en la FA Cup fue contra el club escocés Queens Park de Glasgow, perdiendo 10-0. En 1888, el club llegó a las semifinales de la FA Cup, derrotando al Derby County y al Middlesbrough en el camino, antes de ser eliminado por el Preston North End. Crewe era uno de los miembros fundadores de la Segunda División en 1892, habiendo sido previamente miembros de la Alianza de Fútbol, pero perdió su plaza en la liga en 1896 después de solo cuatro temporadas. El club dejó el estadio Alexandra Recreation Ground poco antes del final de la temporada 1895-96, y después de jugar en diferentes lugares, incluyendo en las cercanías de Sandbach, se trasladaron al estadio de Gresty Road en 1897. En 1906, el actual Gresty Road fue reconstruido al oeste del sitio original.

### 1921–1983
Crewe se reincorporó a la Liga de Fútbol en 1921, durante el cual la temporada a una multitud récord de 15.102 acompañó a Crewe contra el Stoke City, un juego The Potters ganó 2-0. Crewe ganó sus primeros honores al ganar la Copa de Gales en 1936 y 1937, antes de ser prohibido entrar (no menos importante, ya que no estaban en Gales). En 1936, Herbert Swindells anotó su gol número 100 de la Liga para Crewe Alexandra. Él se encendió y anotó 126 goles para el club, un récord que aún sigue en pie.
1955 vio Crewe se embarcan en una secuencia en la que no ganó fuera de casa por 56 partidos. La carrera triste terminó con una victoria por 1-0 en Southport. Uno de los partidos más famosos de Crewe se llevó a cabo contra el Tottenham Hotspur en la FA Cup. Un nuevo récord de asistencia de 20.000 vio al Crewe Alexandra retentener ante el Tottenham Hotspur un empate de 2-2. Bert Llewellyn y Merfyn Jones anotó para los ¨Ferroviarios¨. Tottenham Hotspur ganó convincentemente la vuelta por un abultado 13-2, que sigue siendo una derrota récord para el club.
1961 vio más notable victoria de Crewe en su historia, el equipo de Jimmy McGuigan derrotó a Chelsea por 2-1 en Capital One Cup en el estadio Stamford Bridge. Ese lado particular Chelsea contenía el los exjugadores del Crewe Frank Blunstone así como Jimmy Greaves, Peter Bonetti y Terry Venables. Los goles del Crewe fueron anotados por Billy Stark y Barrie Wheatley. En la cuarta ronda se enfrentaron al Tottenham Hotspur perdiendo 5-1 y así quedando eliminados. En 1963, Crewe ganó el ascenso por primera vez en su historia con una victoria por 1-0 sobre el Exeter City. Frank Lord se convirtió en el héroe local, anotando el único gol frente a una multitud de 9.807. Señor también tiene el récord de la mayoría de los hat-tricks para el club, ocho durante su tiempo en Gresty Road.
En la temporada 1964–1965, Terry Harkin anotó un récord de 35 goles de liga para Crewe. En 1977 Tommy Lowry jugó su partido 475 y último récord para Ferroviarios. 1979 vería más notablemente cuando gracias a Warwick Rimmer(gerente), cuando contrato a Bruce Grobbelaar, jugó su primer partido contra el Wigan Athletic. Durante la temporada anotó desde el punto de penalti en contra el York City y mantuvo el cero en su arco sus 24 partidos jugados. En el mismo año el club fue un récord de 15 partidos sin ganar en Gresty Road.
El período comprendido entre los años 1950 y principios de 1980 en general, no fue una época de éxito para el club, y pocos habría discutido con el comentario de Michael Palin, en los 1979 BBC Great Railway Journeys en una grabación, cuando, en un tiro paso por encima del Gresty Road filmado desde el techo de la Casa del carril adyacente describió Crewe como "como esos pueblos de ferrocarril, Swindon y Doncaster, poseídos de un equipo de fútbol que está perpetuamente apuntalar la parte inferior de la Cuarta División". De hecho, entre 1894 y 1982, Crewe terminó en el último lugar de la liga de fútbol ocho veces, más que cualquier otro club de la liga.
Los fanes de Crewe fueron los primeros en cantar la famosa canción de fútbol "Blue Moon" (con letras que no coinciden con el original Rodgers y Hart). La canción fue una respuesta a los días sombríos en Gresty Road a mediados de los años 1900 , y refleja el color de la franja de distancia Alex, que solo los aficionados más firmes y decididos viajarían a ver. La canción ya ha sido cantada por los fanes de Manchester City, aunque su interpretación estaba resaltando el color de sus tiras en lugar de simplemente copiar los partidarios de Crewe que ha sido una ideología de tendencia entre los seguidores de Crewe.

### Era de Gradi (1983–2007)

Gráfico de posiciones históricas del Crewe Alexandra.

En junio de 1983, Crewe nombra al milanés Darío Gradi como entrenador. En ese momento, Crewe se había salvado de una votación para ser expulsado de la liga. Gradi ganó rápidamente una reputación para el desarrollo de jóvenes talentos, permitiendo a Steve Walters convertirse en el jugador más joven en debutar con el Cewe: con tan solo 16 años y 119 días que jugó contra Peterborough United el 6 de mayo. Los esfuerzos de Gradi dio sus frutos en 1989 cuando Crewe logró el ascenso a la Tercera División.Volvierona descender dos años después, pero fueron promovidos de nuevo en 1994. En el mismo año, Neil Lennon se convirtió en el primer jugador del Crewe Alexandraen 60 años en ser llamado a un seleccionado nacional, cuando fue seleccionado para jugar en Irlanda del Norte en contra de México. Gradi luego llevó a su cargo a la League One en 1997, después de la victoria sobre Brentford en la League Two play-off final, y mantuvo a su equipo allí hasta el 2002, a pesar de los ingresos del club en el que muchos clubes más humildes no pudieron sobrevivir. Mientras tanto, Gradi celebró su partido número 1000 a cargo de Crewe el 20 de noviembre de 2001 - en el Carrow Road, el hogar del Norwich City.
Después de una temporada en la League One el club fue promovido de nuevo a Championship al final de la temporada 2002-03, después de haber terminado en segundo lugar; la primera vez que el club había terminado entre los dos primeros clasificados de cualquier división, y el club estaba preparados para la vida en Championship.
Aunque la gestión para conservar su lugar en la Championship en la temporada 2003-04, en el inicio de la temporada 2004-05 que fueron calificados uno de los equipos más probables en descender a la League One. En el evento, que ponen en una buena actuación en la primera mitad de la temporada; cómodamente en la mitad superior de la tabla, pero después de la venta de Dean Ashton a Norwich City para un registro de £ 3.000.000 en el mercado de invierno de 2005, Crewe no pudo ganar ningún más partidos hasta el partido final de la temporada, cuando derrotaron Coventry City 2-1 y escapó por poco el descenso por diferencia de goles. Al año siguiente no fueron tan afortunados. A pesar de una buena racha hacia el final de la temporada 2005-06, que fueron relegados a la League One.
Crewe fueron nombrados el "club más Admirado" en los Premios de la Liga de Fútbol 2006, patrocinado por la revista de la Liga y FourFourTwo Magazine.

#### Desarrollo de jugadores

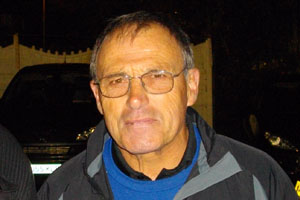
Dario Gradi técnico histórico del Crewe Alexandra.

Durante el mandato de Gradi el club ganó una reputación por su política de la juventud, y se ganó el estatus oficial de una Academia Juvenil FA. Al concentrarse en el desarrollo de sus propios jugadores, el club siguió siendo rentable (una rareza en el fútbol división inferior en el momento) por la venta de ellos después de haber obtenido la experiencia con Crewe. La Academia es conocida subrayar la excelencia técnica, que está de acuerdo con el objetivo del Gradi tener sus lados juegan atractivo, pasando en el fútbol.
Los jugadores que pasaron por las filas en Crewe incluyen los jugadores internacionales Inglaterra Geoff Thomas y David Platt, el internacional galés Robbie Savage, e Internacionales con Irlanda del Norte Neil Lennon y Steve Jones (David Platt fue el más exitoso, que suman más de 20 millones de libras en transferencias y capitaneando el equipo de Inglaterra). Todos ellos eran jóvenes firmados de otros clubes, pero Gradi también tuvo un considerable éxito en la crianza propios aprendices de Crewe - más notablemente completo internacionales ingleses Rob Jones, Danny Murphy, Seth Johnson y Dean Ashton y el internacional Gales David Vaughan.
En el año 2004 de la BBC Fútbol Focus pidió a los fanes de todos los clubes profesionales de fútbol en Inglaterra y Escocia a votar por su héroe de culto. Para Crewe, Seth Johnson ganó con el 59% de los votos; Danny Murphy quedó en segundo lugar con 33%, y Craig Hignett tercero con 8%.

### 2007–2009
En el verano de 2007, Gradi fue el nombrado el tecnicode mayor antigüedad en el fútbol Inglés; que había completado 24 años en exclusiva a cargo del club, aunque subgerente Neil Baker, se hizo cargo temporal entre 22 de septiembre y 17 de octubre de 2003, mientras Gradi sometió a una cirugía de corazón (Crewe solo logró un punto, mientras que Baker fue el técnico). El 20 de abril de 2007 Crewe Alexandra anunció que, a partir del 1 de julio de 2007, Gradi tomaría un nuevo papel como director técnico del club al tiempo que permite gradualmente entrenar al primer equipo, recién nombrado Steve Holland el nuevo técnico del equipo.
La primera temporada de Holland en este papel, 2007-08, fue una decepción ya que el club evitó el descenso después de terminar 20° con 50 puntos. [7] Ese verano Holland gastó medio millón de libras en nuevos fichajes, con Calvin Zola y Anthony Elding sospechoso de representa la mayor parte del dinero gastado. Él también trajo nuevos porteros con la salida Ben Williams y Owain fon Williams, llegando así Steve Collis y Adam Legzdins. El delantero Nicky Maynard se rumoreaba que era inminente su salida de Gresty Road, y, finalmente, Bristol City lo fichó por un precio récord para el club de 2,25 millones de libras. Sin embargo, a pesar de una pretemporada positiva, incluyendo una victoria sobre Hull City, estos cambios de equipo no ayudaron en la liga, y Crewe consiguió solo 9 puntos en sus primeros 16 juegos.
Tras la presión de los aficionados, la junta despidió a Steve Holland de sus funciones como entrenador del primer equipo. Esto dejó el cargo de gerente abierta, y con un partido de liga que se acerca, Gradi fue renombrado como técnico interino hasta que un reemplazo se pudo encontrar. El primer partido de Gradi de nuevo a cargo fue una derrota por 3-0 en casa ante rivales locales Stockport County. El 24 de diciembre de 2008, el extécnico islandés del Stoke City, Gudjon Thordarson, fue designado como sucesor de Holland, aunque Gradi quedó a cargo del equipo por otros seis días. El primer partido de Thordarson a cargo era un empate 2-2 en el Millwall en la FA Cup tercera ronda, mientras que Gradi retomó su papel de director técnico, pero, aunque Thordarson recibió el título de técnico de la concesión del mes de febrero, el equipo sufrió un final pobre de temporada, en la que no ganaron por 10 juegos y fueron relegados a la League Two. El 18 de junio de 2009, Steve Davis fue nombrado asistente de Gudjon Thordarson. Davis abandonó su papel como técnico del Nantwich Town, donde pasó cinco años de éxito, ganando dos promociones. Davis reemplazó al ex asistente Neil Baker, quien se mudó a una nueva función de exploración dentro del club.

### Retorno de Dario Gradi (2009–2011)
El 2 de octubre de 2009, después de nueve meses en el cargo, Thordarson fue despedido después de una racha de malos resultados. Darío Gradi fue reinstalado como director interino a tiempo para el partido del día siguiente contra Rotherham. Con el club en camino de terminar en una posición media de la tabla relativamente seguro, a pesar de persistente cercanía de los lugares de playoffs para la mayoría de la temporada, otra racha de mala vio el acabado club en el puesto 18, solo cinco lugares por encima de la zona de descenso . Gradi respondió a esta decepción, al negarse a llevar al equipo en una gira de pretemporada, afirmando que "no quiere recompensar a los jugadores por lo que pasó esta temporada". Una semana después, el 19 de mayo, el club vendió dos de sus jugadores más prometedores, defensor John Brayford y el mediocampista James Bailey, al Derby County por un precio piensa que es alrededor de £ 1 millones, lo que podría aumentar significativamente si se cumplen ciertas cláusulas.
El club terminó décimo en la League Two en la temporada 2010-11 y también llegó a tener el ganador bota de oro League Two: Clayton Donaldson anotó 29 goles, pero se mudó a Brentford FC en julio de 2011.
El 10 de noviembre de 2011, el club anunció que Darío Gradi había dimitido como técnico y volvería a su cargo anterior como Director de Fútbol centrándose en el desarrollo de la juventud.

### Actualidad (2011–2014)
Steve Davis fue nombrado técnico, y llevó al equipo 16 partidos invicto a principios de 2012 hasta la 7.ª posición, ganando el club un lugar play-off. Crewe derrotó Southend United en la semifinal con un 1- 0 gana en casa en la ida,y 2-2 en Roots Hall, extendiendo la racha invicta a un récord del club 18 partidos y asegurar un play-off final contra Cheltenham Town en el Wembley Stadium el 27 de mayo de 2012, que se ganó 2-0,y así el ascenso.
Antes de la temporada 2012-2013 comenzó, Crewe vendió Nick Powell al Manchester United, y el día de la fecha límite de transferencias (31 de agosto de 2012), el capitán Ashley Westwood fue vendido al Aston Villa. Sin embargo, con los nuevos jugadores entrar en el primer equipo, Crewe ganó el trofeo de la liga de fútbol, superando Southend United por 2-0 en la final en el Wembley Stadium, en abril de 2013. El equipo terminó 13.º en la League One, poniendo fin a la temporada de fildear una equipo, cuyo partido 11° fue jugado por todos los graduados de la Academia del Crewe.
Durante una gira de pretemporada en julio de 2013 siete jugadores fueron arrestados y liberados sobre una presunta violación, aunque la policía dijo más tarde que fue un error.
El 22 de febrero de 2014, durante 33 minutos de un partido en contra el Port Vale, dos hermanos jugaron en lados opuestos el uno contra el otro - en el Crewe Harry Davis y Joe Davis por el Port Vale - mientras que su padre, Steve Davis, fue técnico de uno de los equipos (Crewe Alexandra).
En marzo de 2014, el presidente del Crewe John Bowler(presidente electo en 1987) fue galardonada con el League Football Award en los Football League Awards 2014. Darío Gradi habían ganado anteriormente el mismo premio, en 2011.
El 3 de mayo de 2014 Crewe aseguró su lugar en la League One con una victoria por 2-1 en casa sobre Preston North End poner fin a la temporada 2013/14 en el lugar 19° cuatro puntos por encima del descenso. Aunque la temporada no había sido un éxito para el primer equipo, el sub-21 ganó la Professional U21 Development League two título con una victoria por 1-0 sobre el QPR el 30 de abril de 2014; Max Clayton anotó el gol. Los menores de 18 años fueron subcampeones en su Liga.

## Uniforme
- Uniforme titular: Camiseta roja con franjas blancas horizontales, pantalón blanco, medias rojas.
- Uniforme alternativo: Camiseta negra con detalles amarillos, pantalón negro, medias negras.

## Estadio
Hasta 1896 Crewe jugó en el Alexandra Recreación Ground, situado justo al norte de la de hoy en día Gresty Road. Después de jugar en una variedad de lugares en 1896 y 1897, incluyendo en alrededores Sandbach, el club volvió a la misma área de Crewe para jugar en la primera planta Gresty Road, situado al sureste del estadio inicial. En 1906 se demolió el suelo para dar paso a unas nuevas líneas ferroviarias, y un nuevo estadio Gresty Road fue construida en un sitio directamente hacia el oeste.
La Estadio se compone de cuatro tribunas:
- The Air Products Stand, (anteriormente el Railtrack Stand, ante un cambio en patrocinadores), construido en el año 2000 a un costo de 5,2 millones de libras. Tiene capacidad para 6.809 espectadores, junto con la dotación de oficinas del club.
- The Absolute Recruitment Stand, (antes The Mark Price Stand, antes de un cambio de patrocinadores) - también conocido como el Gresty Road End, tiene capacidad para 982 espectadores y 4 espectadores con discapacidad.
- The Wulvern Housing Stand, también conocido como el Railway End, acomoda 682 espectadores.
- The Whitby Morrison Ice Cream Van Stand, anteriormente the Pop Side, tiene capacidad para 1.680 espectadores visitantes.

## Rivalidades
Los principales rivales de Crewe son compañeros de equipo de la Liga de Fútbol Inglés Port Vale . Los clubes han participado en 71 partidos desde 1892, Crewe ha ganado 17 partidos, Port Vale ha ganado 33 y se empataron 21 partidos. La rivalidad (conocido por algunos como el Derby de la A500) se intensificó después del milenio, cuando ambos clubes estaban en League One y Two. Encuentros entre los dos clubes desde 2010 han dado lugar a la violencia y arrestos. El 22 de febrero de 2014, Crewe venció 3-1 Vale, Vale Park y había problemas antes, durante y después del partido, con varias detenciones hechas, bengalas lanzadas sobre el terreno de juego, y una riña entre partidarios rivales en los palcos. En el primer enfrentamiento de la temporada 2014/15 vio Crewe venció al Port Vale por 2-1; estalló un nuevo conflicto, la Policía de Cheshire confirmó que se realizaron cinco detenciones.
Crewe también mantienen rivalidades más pequeños con Wrexham FC, Shrewsbury Town y el Stoke City.

## Técnicos
- W.C. McNeill (1892 - 1894)
- J.G. Hall (1895 - 1896)
- R. Roberts (1886 - 1897)
- J.B. Bloomley (1898 - 1925)
- Tom Bailey (1925 - 1938)
- George Lillycrop (1938 - 1944)
- Frank Hill (1944 - 1948)
- Arthur Turner (1948 - 1951)
- Harry Catterick (1951 - 1953)
- Ralph Ward (1953 - 1955)
- Maurice Lindley (1955 - 1958)
- Harry Ware (1958 - 1960)
- Jimmy McGuigan (1960 - 1964)
- Ernie Tagg (1964 - 1970)
- Tom McAnearney (1970 - 1971)
- Dennis Viollet (1971 - 1972)
- Jimmy Melia (1972 - 1973)
- Ernie Tagg (1973 - 1974)
- Harry Gregg (1975 - 1978)
- Warwick Rimmer (1978 - 1979)
- Tony Waddington (1979 - 1981)
- Arfon Griffiths (1981 - 1982)
- Peter Morris (1982 - 1983)
- Dario Gradi (1983 - 2007)
- Steve Holland (2007 - 2008)
- Dario Gradi (2007 - 2008)
- Gudjon Thordarson (2008 - 2009)
- Dario Gradi (2009  - 2011)
- Steve Davis (2011 - 2017)
- David Artell (2017 - 2022)
- Alex Morris (2022-)

- Dario Gradi dirigió 1302 partidos oficiales por el Crewe Alexandra

## Jugadores

### Jugadores destacados
| - Madjid Bougherra - Dean Ashton - Stan Bowles - Rob Jones - Seth Johnson - Danny Murphy - John Pearson1 - David Platt - Geoff Thomas - George Abbey - Steve Jones - Neil Lennon - Michael O'Connor - Clayton Ince - Dennis Lawrence | - William Bell - Alfred Owen Davies - Bill Goodwin (Periodo de Guerra) - Richard Owen Jones - Benjamin Lewis - Billy Lewis - Trevor Owen - Robert Roberts - Robbie Savage - David Vaughan - Edwin Williams - Bruce Grobbelaar - Mathias Pogba - Neil Etheridge |

Deli OlveraMéxico

## Estadísticas

### Estadísticas del club

#### Estadísticas de copas
| Copa | Mejor Participación | J | G | E | P | F | C | League Trophy | Campeón (2012–2013, Victoria sobre Southend United 2–0) | 55 | 18 | 20 | 17 | 97 | 70 |

- (J)Partidos Jugados
- (G)Partidos Ganados
- (E)Partidos Empatados
- (P)Partidos Perdidos
- (F)Goles a Favor
- (C)Goles en Contra

#### Internacionales del Crewe Alexandra
- Primer jugador en ser internacional del Crewe - John Pearson (por Inglaterra vs Irlanda, 5 de marzo de 1892)
- Más veces internacional del Crewe - Clayton Ince , 31 veces internacional con Trinidad y Tobago
- Primer jugador en jugar un mundial del Crewe - Efe Sodje (por Nigeria vs Argentina, 2 de junio de 2002. )

#### Récords del club

##### Victorias
- Mayor goleada en la Liga - 8-0 vs Rotherham United ( 3° División del Norte, 1 de octubre de 1932 )
- Mayor victoria en copa - 8-0 vs Doncaster Rovers ( LDV Vans Trophy tercera Rd , 10 de noviembre de 2002)

##### Derrotas
- Mayor derrota liguera - 1-11 vs Lincoln City (3°División Norte , 29 de septiembre de 1951)
- Mayor Derrota en Copa - 2-13 vs Tottenham Hotspur (FA Cup cuarto de final, vuelta 3 de febrero de 1960)

##### Otros
- Mayor cantidad de puntos ganados en una temporada - 86 pts (2002/2003 2°Division)
- Mayor cantidad de victorias de local en una temporada - 17 (2002/2003 2°Division)

##### Records seguidos
- Mayor registro invicto en liga - 18 (24 de febrero de 2012 a 29 de julio de 2012)
- Peor racha sin ganar la liga - 30 (22 de septiembre de 1956 a 6 de abril de 1957

### Estadísticas de los jugadores

#### Más apariciones
| #  | Nombre jugador    | Carrera                  | Partidos |
| -- | ----------------- | ------------------------ | -------- |
| 1  | Tommy Lowry       | 1965 - 1977              | 482      |
| 2  | Peter Leigh       | 1960 - 1972              | 473      |
| 3  | Shaun Smith       | 1991 - 2002              | 466      |
| 4  | Kenny Lunt        | 1997 - 2006, 2008        | 436      |
| 5  | Eric Barnes       | 1957 - 1970              | 390      |
| 6  | Alan Bradshaw     | 1965 - 1973              | 323      |
| 7  | Steve Macauley    | 1992 - 2002              | 317      |
| 8  | Jack Meaney       | 1853 - 1877              | 307      |
| 9  | Mark Rivers       | 1994 - 2001, 2004 - 2006 | 295      |
| 10 | Neil Sorvel       | 1991 - 1992, 1999 - 2005 | 283      |
| 11 | Herbert Swindells | 1927 - 1937              | 280      |
| 12 | Geoff Crudgington | 1972 - 1978              | 280      |

#### Goleadores
| #  | Jugador           | Partidos | Goles | Promedio |
| -- | ----------------- | -------- | ----- | -------- |
| 1  | Herbert Swindells | 280      | 137   | 0.489    |
| 2  | Dean Ashton       | 177      | 74    | 0.418    |
| 3  | Frank Lord        | 118      | 73    | 0.618    |
| 4  | Mark Rivers       | 118      | 69    | 0.584    |
| 5  | Jackie Waring     | 170      | 67    | 0.394    |
| 6  | Dave Waller       | 188      | 66    | 0.351    |
| 7  | Jack Basford      | 165      | 65    | 0.393    |
| 8  | Tony Naylor       | 153      | 63    | 0.411    |
| 9  | David Platt       | 148      | 61    | 0.412    |
| 10 | Johnny King       | 238      | 60    | 0.252    |
| 11 | Barrie Wheatley   | 272      | 58    | 0.213    |

#### Estadísticas de los jugadores
- Jugador más joven en jugar en el primer equipo - Corneliu Movila, 16 años 7 días (vs Wycombe Wanderers 21 de agosto de 2019)
- Jugador más viejo en jugar en el primer equipo - Kenny Swain, 39 años 281 días (vs Maidstone United, 5 de noviembre de 1991)
- Jugador con más partidos consecutivos seguidos - Geoff Crudgington, 137 (entre 1975-1977)
- Jugador con más goles en liga en una temporada con el Crewe - 35 goles, Terry Harkin (4°Division, 1964/65)
- Jugador con más goles en un partido con el Crewe - 5 goles, de Tony Naylor (vs Colchester United, 3°Division, 24 de abril de 1993)
- Jugador con más hat-tricks con el Crewe - 8 hat-tricks, Frank Lord
- Jugador con más hat-tricks en una temporada con el Crewe - 4 hat-tricks, Frank Lord (1961/62)
- Jugador más joven en convertir un gol con el Crewe - David Jones, 16 años 144 días (vs Gateshead, 10 de septiembre de 1956)
- Fichaje más costoso del Crewe Alexandra - £650,000 por Abel Ruíz desde el FC Barcelona en agosto de 2017
- Venta más costosa del Crewe Alexandra - £6 millones por Nick Powell del Manchester United en 2012.

## Palmarés
- League Two
  - Campeón de la eliminatoria : 1997
  - Campeón de la eliminatoria : 2012
- Copa Milk
  - Campeones Adultos en 1987, 1999
  - Campeones Juveniles en 1990, 1998
- Cheshire Senior Cup
  - Campeón 1910, 1912, 1913, 1923, 2002, 2003
- Copa de Gales
  - Campeón en 1936, 1937
- Cheshire Premier Cup
  - Campeón 2009, 2010
- Football League Trophy
  - Campeón 2013